# Xã Freshwater, Quận Ramsey, Bắc Dakota
Xã Freshwater (tiếng Anh: Freshwater Township) là một xã thuộc quận Ramsey, tiểu bang Bắc Dakota, Hoa Kỳ. Năm 2010, dân số của xã này là 75 người.